# Tuatha de Danann (banda)
Tuatha de Danann es una banda folk metal de Varginha (Minas Gerais, Brasil) conocida por sus alegres ritmos celtas, melodías de flauta, letras inspiradas en la mitología celta y sus originales tonos en broma imitando coros de gnomos, etcétera.
La banda fue llamada así por la mítica raza irlandesa, los tuatha dé Danann.

## Demos
- 1996 The Last Pendragon (1.er Demo, lanzado cuando la banda se llamaba Pendragon)
- 1998 Faeryage (2º Demo, ahora con el nombre 'Tuatha de Danann')
- 1999 Tuatha de Danann (EP con cuatro nuevas canciones, además de "Faeryage" de bonus tracks.)

## Discografía
- 2001 Tingaralatingadun

1. The Dance Of The Little Ones

2. Battle Song

3. Behold The Horned King

4. Tan Pinga Ra Tan

5. Finganfor

6. Vercingetorix

7. Celtia

8. Some Tunes To Fly

9. Tingaralatinga Dum

10. The Dwarves Rebellion

11. Macdara

- 2002 The Delirium Has Just Began...

1. Brazuzan

2. The Last Pendragon

3. Abracadabra

4. The Last Words

5. The Wanderings Of Oisin

6. The Delirium Has Just Began... 

- 2004 Trova Di Danú

1. Bella Natura

2. Lover Of The Queen

3. Land Of Youth (Tir Nan Og)

4. De Danann's Voice

5. The Land's Revenge

6. Spellboundance

7. Belive: It's True!

8. The Arrival

9. The Oghma's Rheel

10. Trova Di Danú

11. The Wheel

- 2015 Dawn Of A New Sun

1. We're Back

2. Rhymes Against Humanity

3. The Brave And The Herd

4. An Ultimato

5. Dawn Of The New Sun

6. Sack Of Stories

7. Immarama

8. Outcry

9. The Craic

## Miembros
- Bruno Maia - vocalista, flauta, guitarra
- Rodrigo Berne - guitarra, vocalista
- Giovani Gomes - bajo, vocalista
- Rodrigo Abreu - batería, percusión
- Edgard Britto - teclados

Exmiembros
- Leonardo Godtfriedt - teclados, violín
- Rafael Castro - teclados, piano